# Bernice Madigan
Bernice Madigan (West Springfield, Massachusetts, 24 juli 1899 – Cheshire, Massachusetts, 3 januari 2015) was een Amerikaans supereeuwelinge. Ze was de oudste persoon in Massachusetts, de op drie na oudste persoon in de Verenigde Staten en de op vier na oudste levende persoon ter wereld: na de Japanse Misao Okawa en haar landgenotes Gertrude Weaver, Jeralean Talley en Susannah Mushatt Jones. Ze was een van de honderd honderdjarigen wier genoom gebruikt wordt voor de Archon X Prize en behoort tot de honderd oudste mensen die ooit geleefd hebben.
Ze overleed op 115-jarige leeftijd.

## Levensloop
Madigan werd geboren als Bernice Emerson. Ze verhuisde op haar zesde naar Cheshire, Massachusetts, waar ze bijna 110 jaar later ook overleed. In 1920 was ze aanwezig bij de inauguratie van Warren Harding als president van de Verenigde Staten. In 1925 huwde ze met Paul Madigan (1896-1976).